# Puncturella noachina
Puncturella noachina is een slakkensoort uit de familie Fissurellidae. De wetenschappelijke naam werd gepubliceerd in 1771 door Carl Linnaeus.